# 安东 (1918年)
安东（1918年—1966年）原名安振成，四川阆中人，中国共产党政治家，中国人民解放军将领、中国人民解放军开国少将。1933年加入中国工农红军，任红四方面军师政治部秘书；1935年参加“长征”，后历任中央军委作战部第一处副处长、冀热辽军区司令部参谋处长、北平军调处执行部东北分部执行处处长兼情报处长、东北民主联军第六纵队参谋处长、中国人民解放军第四野战军四十三军一二九师参谋长等职。1949年中华人民共和国成立后，任中央军委情报部第三局第一副局长，后在聂荣臻的提拔下担任总参谋部办公室主任，同时兼任中央军委办公厅机要秘书处处长，后担任中国人民解放军国防科学技术委员会副主任。1955年，授予中国人民解放军少将。1957年参与了《中苏国防新技术协定》的准备工作。